# Amor mío (Argentina)
Amor Mío é uma sitcom argentina produzida por Cris Morena Group e RGB Entertainment e exibida pela Telefe entre 9 de março e 6 de dezembro de 2005. 
Criada por Cris Morena e sua filha Romina Yan, foi dirigida por Tomás Yankelevich e escrita por Cris Morena, Romina Yan, Renato D'Angelo, Lily Ann Martin e Alejandro Sapognikoff.
A série argentina teve duas versões na Rússia e México, sendo a mexicana, a que obteve maior sucesso. Gravado em 2007 nos estúdios da Telefe, a sitcom exibida pela Televisa, chegou a ter duas temporadas.

## Sinopse
A história gira em torno de Marcos e Abril, duas pessoas com personalidades totalmente opostas. Ela está inquieta, cessante, alegre, já ele é um amante da ordem, tranquilidade e tem uma vida amena. A coexistência não é fácil e é pior quando os dois tentam disfarçar a atração que está para surgir entre eles.
Os protagonistas dessa história já se conhecem desde a infância. Ángeles, mãe de Marcos, é apaixonado por Andrés, pai de Abril, depois deles se separarem de seus companheiros. Eles querem se casar e esta é a forma como a vida de Marcos e Abril se cruzam pela primeira vez. Eles começam a sentir uma imediata rejeição, e assim, vivem durante vários anos, a luta após luta, até que suas vidas tomam caminhos diferentes.
No entanto, o destino se esforça para unirem-se novamente, agora adultos. O advogado da família os chamam para lerem um testamento, depois de seus pais morrerem em um acidente de carro. Eles são os herdeiros de um apartamento, que não pode ser vendido até que se possa resolver o problema jurídico.
Apesar de nenhum gostar da ideia de viver, Abril e Marcos se mudam para o mesmo apartamento, e aí começa a história. Eles têm diferentes perspectivas sobre a vida, um passado comum nada agradável e conflitos ainda por resolver, mas para além destas diferenças, aparentemente conciliáveis, uma irresistível atração acaba chegando. Nessa intimidade obrigada, que eles aprenderão a se reconhecer e reavaliar um ao outro, tudo isto no meio de batalhas, alto temperamento, gritos, situações românticas, ciúme e paquerando.

## Elenco
- Romina Yan como Abril.
- Damián De Santo como Marcos.
- Arturo Bonín como Andrés.
- María Valenzuela como Maggie.
- Jorgelina Aruzzi como Vera.
- Pasta Dioguardi como Felipe.
- Gastón Ricaud como Santiago.
- Ernesto Claudio como Donado.
- Rita Terranova como Inés.
- Fabio Aste
- María Eugenia Suárez como Violeta.
- Mariela Castro Balboa como Betty.
- Chela Cardalda como Sara.
- Dolores Sarmiento como Sole.
- Irene Goldszer
- Georgina Mollo como Thamy

## Ficha técnica
- Cenografia: Laura Russo, Salustiano Álvarez
- Direção de Figurino: Carla Méndez
- Ambientação: María Sol Vinaccia
- Pós-produção: Fabio Prepelitchi Luis Pérez
- Coordenação de Produção: Laura Couto
- Direção: Tomás Yankelevich
- Roteiros: Renato D´Angelo, Lily Ann Martin
- Assistente de Direção: Mariano Lapadula
- Produção Executiva: Hernán Pérez Oneto
- Produção e Direção Geral: Cris Morena
- Equipe de Produção: Agostina Davidzon, Sebastian Casa, Claudia Burunzuzian
- Elenco: Damián De Luca
- Gráfica e 3D: Andrés Hidalgo Verónica Milazotto
- Direção Musical: Diego Rodríguez, Morón., Martín Ursini
- Pós-produção de áudio: Carlos Casas
- Edição: Rafael Villodres Iglesias
- Assistente de Cenografia: Alejandro Martin
- Assistente de Ambientação: Luis González, Gastón Sucarrat
- Coordenação Maquiagem e Penteado: Jorge Turano
- Coordenação de Figurino: Romina Lanzillota
- Maquiagem: Rosa Indilecato, Rosa Agüero
- Penteado: Gustavo Alvarenga, Verónica Blanco
- Figurino: Estefanía Favre
- Direção de Cena: Karina Arias
- Colaboração Autoral:Marcos Villalon
- Comunicação e Imprensa: Anita Tomaselli
- Desenho e Produção Gráfica: Coi Amar
- Fotografia: Adrián Díaz
- Coordenação Geral / CMG: Luciana Franchini

## Prêmios
Prêmio Martín Fierro 2005
- Indicado a melhor Comédia.[2]
- Indicado a melhor Ator Protagonista Humorístico e/ou Comédia (Damián de Santo).[2]
- Indicado a melhor Atriz de Apoio em Comédia (Jorgelina Aruzzi e Maria Valenzuela).[2]